# Перу на летних Олимпийских играх 2004
Перу принимала участие в летних Олимпийских играх 2004 года в Афинах (Греция) в пятнадцатый раз за свою историю, но не завоевала ни одной медали. Сборную страны представляли 5 женщин.

## Результаты соревнований

### Академическая гребля
В следующий раунд из каждого заезда проходили несколько лучших экипажей (в зависимости от дисциплины). В финал A выходили 6 сильнейших экипажей, остальные разыгрывали места в утешительных финалах B-E.
Мужчины
| Соревнование | Спортсмены       | Предварительный заезд | Предварительный заезд | Предварительный заезд | Отборочный заезд | Отборочный заезд | Отборочный заезд | Полуфинал     | Полуфинал     | Полуфинал     | Финал   | Финал   | Итоговое место |
| Соревнование | Спортсмены       | Заезд                 | Время                 | Место                 | Заезд            | Время            | Место            | Заезд         | Время         | Место         | Время   | Место   | Итоговое место |
| ------------ | ---------------- | --------------------- | --------------------- | --------------------- | ---------------- | ---------------- | ---------------- | ------------- | ------------- | ------------- | ------- | ------- | -------------- |
| одиночки     | Густаво Сальседо | 4                     | 7:29,06               | 4                     | 1                | 7:05,08          | 3                | Полуфинал D/E | Полуфинал D/E | Полуфинал D/E | Финал D | Финал D | 21             |
| одиночки     | Густаво Сальседо | 4                     | 7:29,06               | 4                     | 1                | 7:05,08          | 3                | 1             | 7:09,06       | 1             | 7:03,24 | 3       | 21             |